# Blackberry Rose
Blackberry Rose (скорочено: BR) - український рок-гурт.

## Історія
Заснований у 2008 році в Києві, гурт пережив кілька змін у своєму складі на початку діяльності. У січні 2010 року нарешті сформувався стабільний склад, який виглядав так: Діма Гончаренко (вокал, гітара, основний автор пісень), Олексій Мельничук (вокал, бас) та Юрій Марченко (барабани).  
7 лютого 2013 року виходить відео групи на пісню «Львів», записану спільно з Ганною Старжинською.
9 лютого 2013 року вийшов сингл «Черный Кот», при записі якого хлопці намагалися досягнути «вінтажного» звучання, в стилі 70-х.   
18 серпня 2013 вийшов міні-альбом «Всю Ночь», куди увійшли п’ять композицій.
Досвідчені рокери зможуть почути в них старі і перевірені мотиви, можливо навіть певну схожість відомих пісень, але вони вже мають свій стиль і додають свіжого звуку та текстів до існуючого. І це дуже добре. - пише сайт borova.org  
У грудні виходить збірка української андеграундної рок-музики «2013 Rock Best», де були представлені і Blackberry Rose.

6 березня 2014 року виходить альбом «Online». Журналіст сайту rock.ua, Митько Сяржук, відзначив: 
Що особливо приємно в BR, так це їх порив до фірмовості. Хоча, помітно, що хлопці ще перебувають у пошуках своєї «родзинки». Можливо, в наступному альбомі, який обіцяють видати до кінця року, ми почуємо дещо інших Blackberry Rose. І це стосується як і якості запису, так і манери виконання. Звичайно, все попереду у молодих музикантів! 
Але нового альбому довелося чекати аж 10 років. 13 жовтня 2014 року виходить сингл «Открой Глаза», після якого Blackberry Rose призупиняють діяльність.
19 січня 2024 року виходить сингл «Не Можу Інакше». Це перша нова композиція BR після десятирічної перерви, на яку також було знято відео. 
29 грудня гурт Blackberry Rose випустив новий альбом під назвою "ІІ". Альбом містить 10 композицій, частина з яких була написана ще у 2014 році. Запис відбувався протягом 2024 року на київській студії "Inside Music" та домашній студії Діми Гончаренка "Barking Cat Studio".
1 серпня 2025 року виходить сингл "Мій Брат", присвячений брату Олексія Мельничука, який зник безвісті під час виконання бойового завдання під Суджою. Також на пісню було знято відео.

## Музиканти
- Діма Гончаренко – вокал, гітара (2008 – нині)

- Олексій Мельничук – вокал, бас (2009 – нині)
- Павло Кірєєв – барабани (2025 – нині)

Колишні учасники:
- Володимир Кірічок – барабани (2008 – 2009, 2013 – 2014)

- Юрій Марченко – барабани (2010 – 2013)

- Максим Дьомкін – бас, клавішні (2008 – 2009)

- Костянтин Куценко – бас (2009)

- Олексій Войтюк – гітара (2008 – 2009)

## Дискографія
- Долгая Дорога в Никуда (EP, 2011)

- Online (2014)

- II (2024)